# Erre
Erre är ett utdött australiskt språk. Erre talades i Norra territoriet och tillhörde giimbiyuspråken.